# لوئیس فرناندو اوچوآ
لوئیس فرناندو اوچوآ (اسپانیایی: Luis Fernando Ochoa‎؛ زادهٔ ۱۶ اوت ۱۹۶۸) موسیقی‌دان، آهنگساز، تنظیم‌کننده، تهیه‌کننده موسیقی، مهندس صدا، کارگردان هنری و خوانندهٔ پس‌زمینه اهل ایالات متحده آمریکا است. وی از سال ۱۹۸۴ میلادی تاکنون مشغول فعالیت بوده‌است.
او بیشتر بابت همکاری با هنرمندانی چون شکیرا، چایانه و ریکی مارتین شهرت دارد.